# Комитет спасения Эстонии
Комитет спасения Эстонии (эст. Eestimaa Päästekomitee или Päästekomitee) был исполнительным органом Земского совета Эстляндии, издавшего Декларацию независимости Эстонии.
Комитет спасения был создан 19 февраля 1918 года Земским советом в ситуации, когда советские войска отступали, а войска Германской империи вторглись в Эстонию во время Гражданской войны. Местом собраний Комитета стал таллинский клуб интеллигенции, находившийся на верхнем этаже театра «Эстония». Комитету были даны все полномочия в принятии решений. Первоначально его членами были Юри Вильмс, Константин Пятс и Юхан Кукк, при этом двое последних были включены в комитет заочно. 20 февраля Кукк заявил самоотвод и был заменён Константином Коником. Созданный Комитет продолжил разработку декларации независимости, которая была поддержана старейшинами Земского совета. Так как было внесено много правок, то для окончательного редактирования была создана другая комиссия, также состоявшая из трёх человек: Кукка (заведующий финансовым отделом Земской управы), Яаксона (вице-председатель Земского совета) и Фердинанда Петерсона (или Петерсен — заведующий техническим отделом Земской управы). Комитет спасения искал возможность публично зачитать декларацию независимости («Манифест всем народам Эстонии»). Сделать это не удалось ни в Хаапсалу, ни в Тарту. Публично провозгласили Эстонию независимой и демократической республикой 23 февраля в Пярну и 24 февраля в Таллине.
24 февраля 1918 года ЭКС сформировал Временное правительство Эстонии.